# Рудолф II фон Шеренберг
Рудолф II фон Шеренберг (на немски: Rudolf II von Scherenberg; * ок. 1401, вер. във Франкенвинхайм; † 29 април 1495, крепостта Мариенберг, Вюрцбург) е княжески епископ на Вюрцбург от 1466 г. до смъртта си 1495 г.

## Живот
Рудолф II е последният от франкския рицарски род фон Шеренберг в Щайгервалд, син на Ерхард фон Шеренберг и Анна фон Мазбах.
Рудолф II следва 1416/1417 г. в университета на Лайпциг и 1437 г. в университета на Хайделберг. През 1450 г. той е ръководител (Scholaster) на катедралното училище. На 30 април 1466 г. е номиниран за епископ след Йохан III фон Грумбах. На 20 юни папа Павел II го признава и е помазан на 28 септември.
Маркграф Албрехт Ахилес е негов противник. Рудолф II заедно с Бамбергския епископ Филип фон Хенеберг обявява отлъчването от църквата на Албрехт Ахилес. В Баварската война (1459 – 1463) двамата епископи са съюзници на Лудвиг Богатия от Херцогство Бавария-Ландсхут против Албрехт Ахилес.
Погребан е в катедралата „Св. Килиан“ във Вюрцбург.